# Jerk Sander
Per Erik Boris Persson, känd under pseudonymen Jerk Sander, född 21 december 1914 i Gävle församling i Gävleborgs län, död 28 januari 2002 i Solna församling i Stockholms län, var en svensk bokförläggare, serieskapare och översättare.
Under 1970- och 1980-talen var han verksam som översättare på Bonnierförlagen där han framför allt översatte franskspråkiga seriealbum (Lucky Luke, Svarta hingsten och De stora äventyren) och barn- och ungdomslitteratur.
Som författare skrev han under första hälften av 1980-talet manus till serieversionen av Biggles, med teckningar av Stig Stjernvik.
Han är far till läkaren och översättaren Kåre Persson.

## Översättningar (urval)
- Elisabeth Shaw: Den lilla räddharen (Der kleine Angsthase) (Bonniers, 1965)
- Joan Walsh Anglund: Små, små tankar (A pocketful of proverbs) (Bonniers, 1966)
- Maurice Sendak: Till vildingarnas land (Where the wild things are) (Bonniers, 1967)
- Gene Deitch: Goddag, sköldpadda! (A visit from a turtle) (text av Gene Deitch, teckningar av Vratislav Hlavaty, 1974)
- Morris: Farliga fakta (Le Daily Star) (Bonniers juniorförlag, 1985) (Lucky Lukes äventyr, 52)